# Superclásico del Fútbol Paraguayo

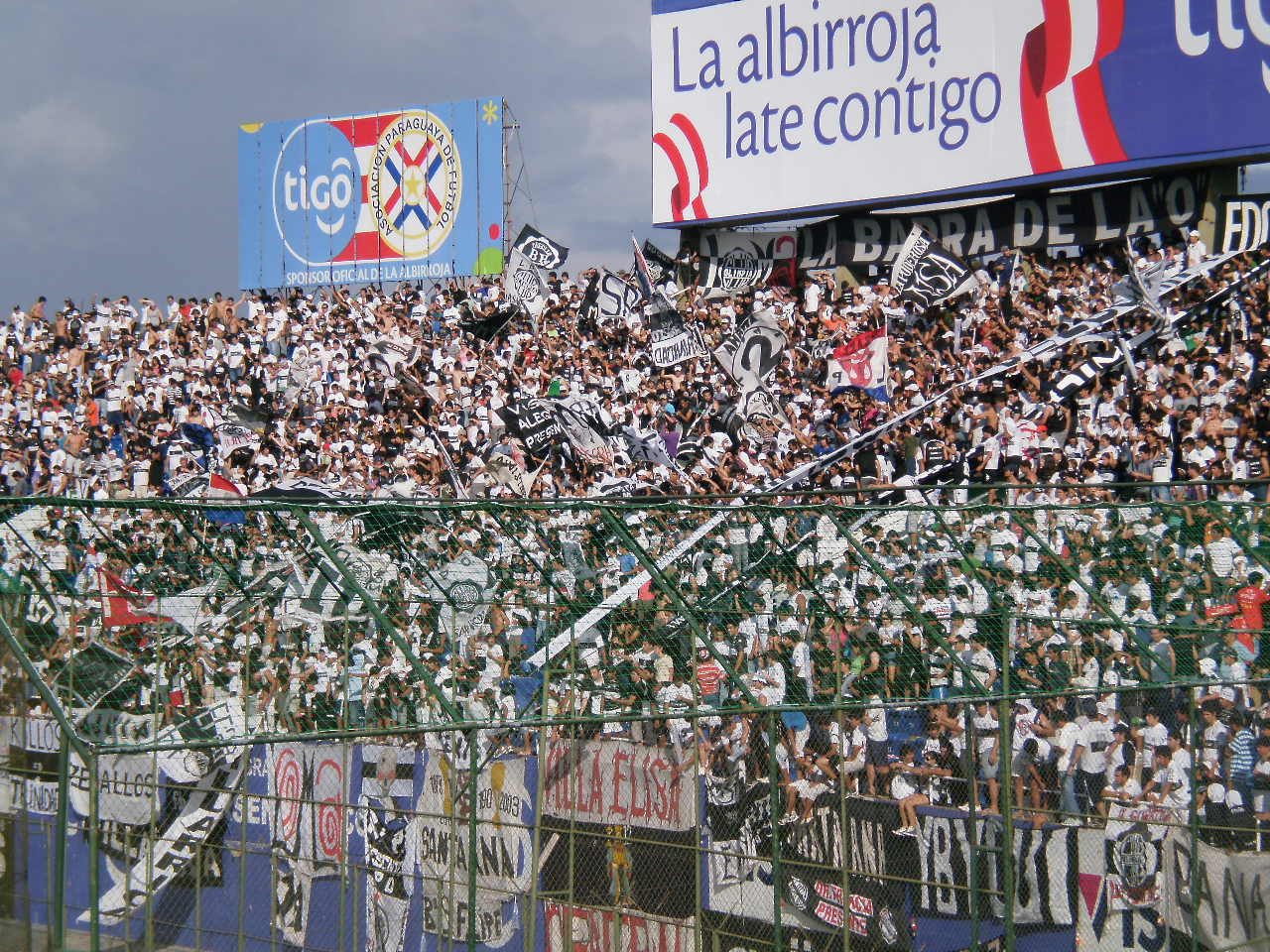
Fans des Club Olimpia

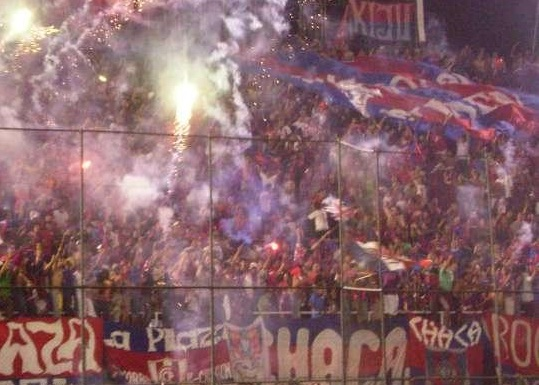
Fans von Cerro Porteño

Superclásico del Fútbol Paraguayo ist die Bezeichnung für das Derby in der paraguayischen Hauptstadt Asunción zwischen dem Club Olimpia und dem Club Cerro Porteño, den zwei erfolgreichsten Mannschaften des Landes. Trotz einer noch relativ ausgeglichenen Bilanz der beiden Vereine in der heimischen Meisterschaft (Olimpia ist Rekordmeister mit 40 Titeln, Cerro Porteño folgt mit 32 Erfolgen auf Platz zwei) gibt es unter den großen Rivalen des südamerikanischen Fußballs in keiner anderen Stadt ein solches Ungleichgewicht hinsichtlich der sportlichen Erfolge wie zwischen diesen beiden Vereinen. Denn auf internationaler Ebene konnte Cerro Porteño bisher noch nie einen Titel gewinnen, während Olimpia bereits mehrere internationale Titel verbuchen konnte. Hierzu zählen unter anderem drei Erfolge im wichtigsten südamerikanischen Vereinswettbewerb, der Copa Libertadores, sowie nach dessen ersten Triumph im Jahr 1979 auch noch der Gewinn des Weltpokals.

## Derbystatistik
Am 19. August 2018 wurde das 300. Punktspielderby der paraguayischen Fußballmeisterschaft zwischen den Olimpistas und den Cerristas ausgetragen. Aus diesen bisher 300 Auseinandersetzungen ging der Club Cerro Porteño 106 Mal als Sieger hervor, während der ansonsten erfolgreichere Club Olimpia „nur“ 104 Begegnungen gewann. Die restlichen 90 Spiele endeten unentschieden.
Der bereits 1902 gegründete Club Olimpia gilt als der „Dekan“ im paraguayischen Fußball, während sein Erzrivale erst 10 Jahre später gegründet wurde. So fand das erste Duell der beiden Vereine erst am 21. September 1913 statt und wurde von den noch jungen „Azulgranas“ (den „Blau-Roten“) mit 3:1 gewonnen.
1915 schlossen die beiden Rivalen die Spielzeit punktgleich an der Tabellenspitze ab, so dass zur Ermittlung des Meisters ein Entscheidungsspiel erforderlich wurde. Dieses endete 1:1, so dass beide Mannschaften noch einmal gegeneinander antreten mussten. Erneut war nach der regulären Spielzeit keine Entscheidung gefallen, die dann aber in der anschließenden Verlängerung mit 7:4 umso heftiger ausfiel. In dieser überrannten die Cerristas ihren zehn Jahre älteren Rivalen förmlich und seit dieser Zeit trägt der Club Cerro Porteño den Spitznamen „El Ciclón“ („Der Wirbelsturm“).

## Soziologische Aspekte und Fans
Während der Club Olimpia von Jugendlichen gegründet wurde, die der lokalen Oberschicht angehörten und bürgerlich-elitäre Wurzeln hat, galt der im volkstümlichen Barrio Obrero beheimatete Club Cerro Porteño von Anfang an als „Club del Pueblo“, als „Volksverein“. Während der Fußballautor Omar Gisler in seinem 2007 veröffentlichten Buch Fußball-Derbys – Die 75 fußball-verrücktesten Städte der Welt noch festhielt, dass die Cerristas über die größere Gefolgschaft verfügen, geht ein 2018 publizierter Bericht davon aus, dass es insgesamt mehr Fans des Club Olimpia gebe, wobei dies insbesondere auf die jüngeren Fußballfans zurückzuführen sei. Dagegen habe der Club Cerro Porteño tatsächlich mehr Anhänger bei den über 35-Jährigen.
Bereits mehrfach kam es zwischen den beiden Fangruppen zu gewaltsamen Auseinandersetzungen, bei denen es auch zu vereinzelten Todesfällen kam.